# Lolita City
Lolita City — веб-сайт, находившийся в зоне .onion анонимной сети Tor. Сайт представлял собой онлайн-галерею детской порнографии с фотографиями моделей женского и мужского пола от младенческого до 17-летнего возраста (18 лет является минимальным легальным возрастом моделей для съёмок в порнографии в большинстве стран мира).

## Описание
Lolita City являлся скрытым сервисом сети Tor и был доступен через псевдодомен верхнего уровня .onion. Как и на сайтах со взрослой порнографией, на Lolita City была возможность создавать и пополнять подборки конкретных моделей для удобства их поклонников. Некоторые авторы фотографий — профессионалы, другие — любители.
Сайт содержал как эротические изображения, так и жёсткое порно, возраст моделей колебался от 0 до 17 лет. На июль 2013 года сайт содержал около 1,4 миллиона изображений. Возможность просматривать и загружать видео появилась в ноябре 2012 года.
Сайт обладал широким функционалом и позволял загружать фотографии или видео, отправлять личные сообщения, ставить теги, добавлять в избранное, искать по картинке, комментировать. Также на сайте был дискуссионный форум.

## Антипорнографическая операция 2011 года
В октябре 2011 года участники движения «Анонимус» начали операцию Darknet в попытке нарушить работу сайтов с детской порнографией сети Tor, опубликовав на Pastebin список, утверждая, что в нём содержатся логины 1589 пользователей Lolita City. «Анонимус» заявили, что они обнаружили сайт на сервисе The Hidden Wiki и о содержании на нём более 100 гигабайт детской порнографии. Lolita City на короткое время стала недоступной из-за предпринятой ими DDoS-атаки. В результате широкой огласки акции «Анонимус» в СМИ возник эффект Стрейзанд и популярность Lolita City возросла многократно.

## Закрытие
В 2013 году, после ареста владельца хостинга, ФБР внедрило на сайт 0day-эксплоит, использующий javascript-уязвимости в Windows-версии Tor Browser, базирующемся на Firefox 17 ESR с целью деанонимизации посетителей.